# Hangița
Hangița (venețiană: La locandiera) este o comedie în trei acte de Carlo Goldoni. A fost publicată în 1753. Prima reprezentație a avut loc în 1753 la Teatro Sant'Angelo din Veneția.

## Personaje
- Il Cavaliere di Ripafratta
- Il Marchese di Forlipopoli
- Il Conte d'Albafiorita
- Mirandolina, locandiera (hangița)
- Ortensia, comica (finta dama)
- Dejanira, comica (finta dama)
- Fabrizio, cameriere di locanda